# 仙銀カード
仙銀カード株式会社（せんぎんカード）はかつて存在したクレジットカード会社。仙台銀行の完全子会社であり、UCカード、UFJカードのフランチャイジーであった。

## 概要
2000年4月設立、同年6月営業開始。仙台銀行の顧客基盤をもとに主に宮城県内でUCカード、UFJカードの発行、加盟店の獲得をしていた。
2009年7月21日より、仙台UFJカードの新規受付を停止、既存会員も2010年6月14日までに利用停止され、依願解約ないしは仙台UCカードへ強制切替を強要されることになった。
親会社である仙台銀行の業務との重複を理由に、2011年4月1日付で仙台銀行に吸収される。以降、仙台UCカードは同行本体に設置される「仙台銀行カード事業部」発行に切り替えられた。

## かつて発行されていたカード

### 仙台UCカード
- 仙台UCゴールドカード
- 仙台UCヤングゴールドカード
- 仙台UCカードセレクト
- 仙台UCカード（一般カード）

### 仙台UFJカード
- 仙台UFJゴールドカード
- 仙台UFJプレミオカード
- 仙台UFJ一般カード
- 仙台UFJカーオーナーズカード

以上の内、UCのセレクト及びUFJの全種類、またUC・UFJ双方においていくつか存在したNTTドコモなど企業との提携カードが廃止となり、UCのゴールド・ヤングゴールド・一般の三種のプロパーカードのみが仙台銀行へ継承された。

## 関連会社
- 仙台銀行
- UCカード
- クレディセゾン
- キュービタス
- 三菱UFJニコス
  - UFJカード

## 註釈
1. ↑  後に、組織改編により「仙台銀行推進部カード営業課」担当となった。